# Hemilienardia subspurca
Hemilienardia subspurca é uma espécie de gastrópode do gênero Hemilienardia, pertencente a família Raphitomidae.